# 冯坡镇
冯坡镇是中华人民共和国海南省文昌市下辖的一个镇。

## 行政区划
冯坡镇下辖以下村级行政区划单位：
冯坡墟社区、冯坡村、合坡村、白茅村、下宅村、里美村、贝山村、蛟龙村、昌里村、白沙村和凤尾村。